# Lucio De Santis
Lucio De Santis (* 16. November 1922 in Bologna; † 23. August 2006 in Caracas, Venezuela) war ein italienischer Schauspieler.
De Santis gehörte in den 1960er Jahren zu den italienischen Nebendarstellern, die in zahlreichen Genrefilmen kleine und kleinste Rollen übernahmen; unter anderem war er in 15 Italowestern zu sehen, so in seiner wohl bekanntesten Rolle als Mexikaner, der zu Beginn des bahnbrechenden Django die Hauptdarstellerin auspeitscht. Mit seiner 1967 geheirateten Frau, der Schauspielkollegin Dina De Santis, wanderte er im folgenden Jahrzehnt nach Venezuela aus, wo er 2006 starb.

## Filmografie (Auswahl)
- 1962: Sklaven der Semiramis (Io, Semiramide)
- 1965: Eine Bahre für den Sheriff (Una bara per lo sceriffo)
- 1965: Gideon und Samson (I grandi condottieri)
- 1965: Die Rückkehr des Gefürchteten (Erik il vichingo)
- 1966: Django (Django)
- 1966: Eine Flut von Dollars (Un fiume di dollari)
- 1966: LSD (LSD – la droga del secolo)
- 1967: Django – unersättlich wie der Satan (Un hombre vino a matar)
- 1967: Der Sohn des Django (Il figlio di Django)
- 1968: Django – Die Bibel ist kein Kartenspiel (Execution)
- 1968: Django und die Bande der Gehenkten (Preparati la bara!)
- 1968: Einer nach dem anderen – ohne Erbarmen (Uno ad uno sin piedad)
- 1968: Fünf blutige Stricke (Joko, invoca dio… e muori)
- 1970: Satan der Rache (E dio disse a Caino)